# Daniel Suárez
Statistiques en NASCAR Cup Series
Dernière mise à jour : 3 juin 2025 
Daniel Alejandro Suárez Garza, né le 7 janvier 1992 à Monterrey au Mexique, est un sportif professionnel mexicain, pilote automobile de NASCAR.
Il pilote en programme complet dans la NASCAR Cup Series au volant de la voiture Chevrolet Camaro ZL1 no 99 de l'écurie Trackhouse Racing. Il a conduit auparavant dans la NASCAR Toyota Series au Mexique pour l'écurie Telcel Racing et dans la NASCAR K&N Pro Series East pour la Rev Racing en tant que membre du programme Drive for Diversity (en). Suárez a également couru en  NASCAR Xfinity Series où il a remporté le championnat 2016 pour la Joe Gibbs Racing, devenant le premier non-américain à remporter un titre national majeur en NASCAR.

## Carrière
Champion de la Xfinity Series en 2016, Suárez participe à sa première saison complète dans la division reine, la NASCAR Cup Series, l'année suivante au volant de la voiture Toyota no 19 de l'écurie Joe Gibbs Racing. Auteur d'un top 5 et de 12 top 10, il termine 20e du championnat. Il effectue sa première pole position le 29 juillet 2018 à Pocono et finit deuxième de la course.
Pour le championnat 2019, il pilote la voiture Ford no 41 de la Stewart-Haas Racing, réussissant 4 top 5 et 11 top 10, terminant la saison en 17e position, sa meilleure performance à ce jour. 
La saison suivante, il rejoint la Gaunt Brothers Racing (en) et y pilote la voiture Toyota no 96.
En 2021, il rejoint l'écurie Trackhouse Racing où il pilote la voiture Chevrolet no 99 et remporte sa première course en Cup le 12 juin 2022 à l'occasion du Toyota/Save Mart 350 disputé sur le Sonoma Raceway et devient le premier mexicain à remporter une course de Cup Series.

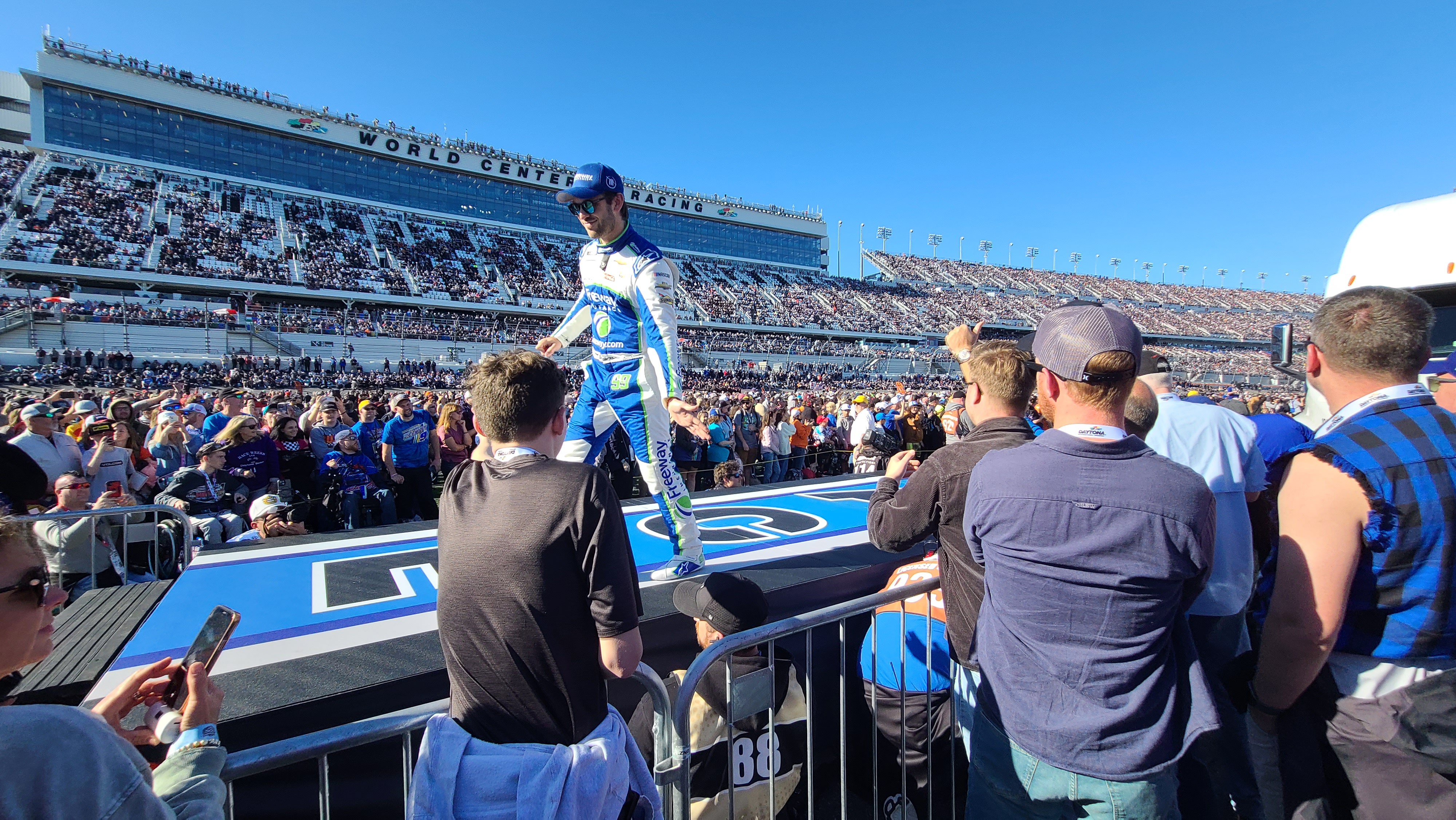
Daniel Suárez de la Trackhouse Racing faisant un high-5 aux fans lors de la présentation des pilotes du Daytona 500 2024.

Le 3 février 2024, Suárez remporte la course de NASCAR Mexico Series (en) disputée au Los Angeles Memorial Coliseum
Le 25 février 2024 Suárez remporte sa deuxième course de Cup Series à la Ambetter Health 400 sur l'Atlanta Motor Speedway. L'arrivée de la course est une des plus serrée de l'histoire de la catégorie, le vainqueur ayant été déterminé à la photo finish, Suárez devançant de 0,003 secondes Ryan Blaney et de 0,007 secondes Kyle Busch.

## Palmarès

### NASCAR Cup Series
Au 3 juin 2025, il a participé à 301 courses en 9 saisons.
- Voiture en 2025 : Chevrolet no 99
- Écurie : Trackhouse Racing
- Résultat saison 2024: 12e
- Meilleur classement en fin de saison : 10e en 2022
- 1re course : Daytona 500 de 2017 (à Daytona)
- Dernière course : NASCAR Cup Series Championship Race de 2023 (à Phoenix)
- Première victoire : Toyota/Save Mart 350 de 2022 (à Sonoma)
- Dernière victoire : Ambetter Health 400 de 2024 (à Atlanta)
- Victoire(s) : 2
- Top5 : 23
- Top10 : 71
- Pole position : 3

| Légende  | Légende |
| -------- | --- |
| Gras     | Pole position décernée en fonction du temps réalisé en qualification.                                                                     |
| Italique | Pole position décernée en fonction des points au classement ou des temps aux essais.                                                      |
| *        | Plus grand nombre de tours menés. |
| 01       | Aucun point de championnat car inéligible pour le titre lors de cette saison (le pilote concourt pour le titre dans une autre catégorie). |
| DNQ      | Ne s'est pas qualifié. |
| Résultats en NASCAR Cup Series | Résultats en NASCAR Cup Series | Résultats en NASCAR Cup Series | Résultats en NASCAR Cup Series | Résultats en NASCAR Cup Series | Résultats en NASCAR Cup Series | Résultats en NASCAR Cup Series | Résultats en NASCAR Cup Series | Résultats en NASCAR Cup Series | Résultats en NASCAR Cup Series | Résultats en NASCAR Cup Series | Résultats en NASCAR Cup Series | Résultats en NASCAR Cup Series | Résultats en NASCAR Cup Series | Résultats en NASCAR Cup Series | Résultats en NASCAR Cup Series | Résultats en NASCAR Cup Series | Résultats en NASCAR Cup Series | Résultats en NASCAR Cup Series | Résultats en NASCAR Cup Series | Résultats en NASCAR Cup Series | Résultats en NASCAR Cup Series | Résultats en NASCAR Cup Series | Résultats en NASCAR Cup Series | Résultats en NASCAR Cup Series | Résultats en NASCAR Cup Series | Résultats en NASCAR Cup Series | Résultats en NASCAR Cup Series | Résultats en NASCAR Cup Series | Résultats en NASCAR Cup Series | Résultats en NASCAR Cup Series | Résultats en NASCAR Cup Series | Résultats en NASCAR Cup Series | Résultats en NASCAR Cup Series | Résultats en NASCAR Cup Series | Résultats en NASCAR Cup Series | Résultats en NASCAR Cup Series | Résultats en NASCAR Cup Series | Résultats en NASCAR Cup Series | Résultats en NASCAR Cup Series | Résultats en NASCAR Cup Series | Résultats en NASCAR Cup Series |
| ------------------------------ | ------------------------------ | ------------------------------ | ------------------------------ | ------------------------------ | ------------------------------ | ------------------------------ | ------------------------------ | ------------------------------ | ------------------------------ | ------------------------------ | ------------------------------ | ------------------------------ | ------------------------------ | ------------------------------ | ------------------------------ | ------------------------------ | ------------------------------ | ------------------------------ | ------------------------------ | ------------------------------ | ------------------------------ | ------------------------------ | ------------------------------ | ------------------------------ | ------------------------------ | ------------------------------ | ------------------------------ | ------------------------------ | ------------------------------ | ------------------------------ | ------------------------------ | ------------------------------ | ------------------------------ | ------------------------------ | ------------------------------ | ------------------------------ | ------------------------------ | ------------------------------ | ------------------------------ | ------------------------------ | ------------------------------ |
| Année                          | Équipe                         | No.                            | Constructeur                   | 1                              | 2                              | 3                              | 4                              | 5                              | 6                              | 7                              | 8                              | 9                              | 10                             | 11                             | 12                             | 13                             | 14                             | 15                             | 16                             | 17                             | 18                             | 19                             | 20                             | 21                             | 22                             | 23                             | 24                             | 25                             | 26                             | 27                             | 28                             | 29                             | 30                             | 31                             | 32                             | 33                             | 34                             | 35                             | 36                             | Clas.                          | Pts                            |
| 2017[6]                        | Joe Gibbs Racing               | 19                             | Toyota                         | DAY 29                         | ATL 21                         | LVS 20                         | PHO 7                          | CAL 7                          | MAR 32                         | TEX 19                         | BRI 18                         | RCH 12                         | TAL 19                         | KAN 7                          | CLT 11                         | DOV 6                          | POC 15                         | MCH 24                         | SON 16                         | DAY 17                         | KEN 18                         | NHA 6                          | IND 7                          | POC 7                          | GLN 3                          | MCH 37                         | BRI 15                         | DAR 38                         | RCH 7                          | CHI 12                         | NHA 8                          | DOV 8                          | CLT 6                          | TAL 15                         | KAN 36                         | MAR 15                         | TEX 14                         | PHO 18                         | HOM 34                         | 20e                            | 777                            |
| 2018[7]                        | Joe Gibbs Racing               | 19                             | Toyota                         | DAY 37                         | ATL 15                         | LVS 26                         | PHO 8                          | CAL 23                         | MAR 18                         | TEX 29                         | BRI 11                         | RCH 10                         | TAL 10                         | DOV 3                          | KAN 28                         | CLT 15                         | POC 24                         | MCH 30                         | SON 15                         | CHI 11                         | DAY 35                         | KEN 15                         | NHA 22                         | POC 2                          | GLN 4                          | MCH 11                         | BRI 18                         | DAR 29                         | IND 18                         | LVS 8                          | RCH 17                         | ROV 21                         | DOV 10                         | TAL 16                         | KAN 24                         | MAR 9                          | TEX 28                         | PHO 36                         | HOM 30                         | 21e                            | 674                            |
| 2019[8]                        | Stewart-Haas Racing            | 40                             | Ford                           | DAY 33                         | ATL 10                         | LVS 17                         | PHO 23                         | CAL 13                         | MAR 10                         | TEX 3                          | BRI 8                          | RCH 18                         | TAL 12                         | DOV 11                         | KAN 14                         | CLT 18                         | POC 8                          | MCH 4                          | SON 17                         | CHI 24                         | DAY 40                         | KEN 8                          | NHA 19                         | POC 24                         | GLN 17                         | MCH 5                          | BRI 8                          | DAR 11                         | IND 11                         | LVS 20                         | RCH 9                          | ROV 34                         | DOV 14                         | TAL 32                         | KAN 32                         | MAR 31                         | TEX 3                          | PHO 15                         | HOM 14                         | 17e                            | 846                            |
| 2020[9]                        | Gaunt Brothers Racing (en)     | 96                             | Toyota                         | DAY DNQ                        | LVS 30                         | CAL 28                         | PHO 21                         | DAR 25                         | DAR 27                         | CLT 28                         | CLT 28                         | BRI 18                         | ATL 31                         | MAR 27                         | HOM 31                         | TAL 28                         | POC 28                         | POC 26                         | IND 20                         | KEN 26                         | TEX 23                         | KAN 18                         | NHA 26                         | MCH 24                         | MCH 26                         | DRC 27                         | DOV 30                         | DOV 28                         | DAY 26                         | DAR 25                         | RCH 29                         | BRI 26                         | LVS 29                         | TAL 34                         | ROV 25                         | KAN 27                         | TEX 27                         | MAR 27                         | PHO 31                         | 31e                            | 365                            |
| 2021[10]                       | Trackhouse Racing Team (en)    | 99                             | Chevrolet                      | DAY 36                         | DRC 16                         | HOM 15                         | LVS 26                         | PHO 21                         | ATL 17                         | BRD 4                          | MAR 32                         | RCH 16                         | TAL 23                         | KAN 11                         | DAR 23                         | DOV 9                          | COA 33                         | CLT 15                         | SON 12                         | NSH 7                          | POC 13                         | POC 15                         | ROA 36                         | ATL 36                         | NHA 20                         | GLN 31                         | IRC 37                         | MCH 22                         | DAY 19                         | DAR 13                         | RCH 17                         | BRI 22                         | LVS 15                         | TAL 23                         | ROV 13                         | TEX 10                         | KAN 15                         | MAR 28                         | PHO 21                         | 25e                            | 634                            |
| 2022[11]                       | Trackhouse Racing Team (en)    | 99                             | Chevrolet                      | DAY 18                         | CAL 4                          | LVS 37                         | PHO 9                          | ATL 4                          | COA 24                         | RCH 16                         | MAR 29                         | BRD 12                         | TAL 31                         | DOV 14                         | DAR 10                         | KAN 33                         | CLT 25                         | GTW 23                         | SON 1*                         | NSH 15                         | ROA 5                          | ATL 6                          | NHA 9                          | POC 3                          | IRC 28                         | MCH 25                         | RCH 19                         | GLN 5                          | DAY 24                         | DAR 18                         | KAN 10                         | BRI 19                         | TEX 12                         | TAL 8                          | ROV 36                         | LVS 16                         | HOM 10                         | MAR 12                         | PHO 24                         | 10e                            | 2272                           |
| 2023                           | Trackhouse Racing Team (en)    | 99                             | Chevrolet                      | DAY 7                          | CAL 4                          | LVS 10                         | PHO 22                         | ATL 29                         | COA 27                         | RCH 23                         | BRD 25                         | MAR 17                         | TAL 9                          | DOV 35                         | KAN 15                         | DAR 34                         | CLT 23                         | GTW 7                          | SON 22                         | NSH 12                         | CSC 27                         | ATL 2                          | NHA 16                         | POC 36                         | RCH 33                         | MCH 6                          | IRC 3                          | GLN 22                         | DAY 20                         | DAR 34                         | KAN 16                         | BRI 21                         | TEX 8                          | TAL 10                         | ROV 33                         | LVS 15                         | HOM 16                         | MAR 34                         | PHO 11                         | 19e                            | 756                            |
| 2024                           | Trackhouse Racing Team (en)    | 99                             | Chevrolet                      | DAY 34                         | ATL 1                          | LVS 11                         | PHO 13                         | BRI 18                         | COA 31                         | RCH 22                         | MAR 22                         | TEX 5                          | TAL 27                         | DOV 18                         | KAN 27                         | DAR 24                         | CLT 24                         | GTW 23                         | SON 14                         | IOW 9                          | NHA 21                         | NSH 22                         | CSC 11                         | POC 16                         | IND 8                          | RCH 10                         | MCH 8                          | DAY 40                         | DAR 18                         | ATL 2                          | GLN 13                         | BRI 31                         | KAN 13                         | TAL 26                         | ROV 30                         | LVS 3                          | HOM 16                         | MAR 23                         | PHO 10                         | 12e                            | 222                            |
| 2025                           | Trackhouse Racing Team (en)    | 99                             | Chevrolet                      | DAY 13                         | ATL 33                         | COA 36                         | PHO 23                         | LVS 2                          | HOM 22                         | MAR 21                         | DAR 15                         | BRI 33                         | TAL 9                          | TEX 10                         | KAN 34                         | CLT 36                         | NSH 16                         | MCH                            | MXC                            | POC                            | ATL                            | CSC                            | SON                            | DOV                            | IND                            | IOW                            | GLN                            | RCH                            | DAY                            | DAR                            | GTW                            | BRI                            | NHA                            | KAN                            | ROV                            | LVS                            | TAL                            | MAR                            | PHO                            | -*                             | -*                             |
| Résultats au Daytona 500 | Résultats au Daytona 500    | Résultats au Daytona 500 | Résultats au Daytona 500 | Résultats au Daytona 500 |
| ------------------------ | --------------------------- | ------------------------ | ------------------------ | ------------------------ |
| Année                    | L'équipe                    | Fabricant                | Position au              | Position au              |
| Année                    | L'équipe                    | Fabricant                | Départ                   | Arrivée                  |
| 2017                     | Joe Gibbs Racing            | Toyota                   | 19                       | 29                       |
| 2018                     | Joe Gibbs Racing            | Toyota                   | 17                       | 37                       |
| 2019                     | Stewart-Haas Racing         | Ford                     | 23                       | 33                       |
| 2020                     | Gaunt Brothers Racing (en)  | Toyota                   | DNQ                      | DNQ                      |
| 2021                     | Trackhouse Racing Team (en) | Chevrolet                | 15                       | 36                       |
| 2022                     | Trackhouse Racing Team (en) | Chevrolet                | 21                       | 18                       |
| 2023                     | Trackhouse Racing Team (en) | Chevrolet                | 24                       | 7                        |
| 2024                     | Trackhouse Racing Team (en) | Chevrolet                | 13                       | 34                       |
| 2025                     | Trackhouse Racing Team (en) | Chevrolet                | 36                       | 13                       |

### NASCAR Xfinity Series
Au 3 juin 2025, il a participé à 88 courses sur 7 saisons (2014-2018, 2023 et 2024) :
- Saison 2024 : Voiture Toyota no 18 de la Joe Gibbs Racing en 2018
- Résultat dernière saison : 93e en 2018
- Meilleur classement en fin de saison : 1er en 2016
- Première course : ToyotaCare 250 de 2014 (à Richmond)
- Dernière course : Chicago Street Course de 2024 (à Chicago)
- Première victoire : Menards 250 de 2016 (à Michigan)
- Dernière victoire : Ford EcoBoost 300 de 2016 (à Homestead)
- Victoire(s) : 3
- Top5 : 33
- Top10 : 56
- Pole position : 6

| Légende  | Légende |
| -------- | --- |
| Gras     | Pole position décernée en fonction du temps réalisé en qualification.                                                                     |
| Italique | Pole position décernée av fonction des points au classement ou des temps aux essais.                                                      |
| *        | Plus grand nombre de tours menés. |
| 01       | Aucun point de championnat car inéligible pour le titre lors de cette saison (le pilote concourt pour le titre dans une autre catégorie). |
| DNQ      | Ne s'est pas qualifié. |
| Résultats en NASCAR Xfinity Series | Résultats en NASCAR Xfinity Series       | Résultats en NASCAR Xfinity Series | Résultats en NASCAR Xfinity Series | Résultats en NASCAR Xfinity Series | Résultats en NASCAR Xfinity Series | Résultats en NASCAR Xfinity Series | Résultats en NASCAR Xfinity Series | Résultats en NASCAR Xfinity Series | Résultats en NASCAR Xfinity Series | Résultats en NASCAR Xfinity Series | Résultats en NASCAR Xfinity Series | Résultats en NASCAR Xfinity Series | Résultats en NASCAR Xfinity Series | Résultats en NASCAR Xfinity Series | Résultats en NASCAR Xfinity Series | Résultats en NASCAR Xfinity Series | Résultats en NASCAR Xfinity Series | Résultats en NASCAR Xfinity Series | Résultats en NASCAR Xfinity Series | Résultats en NASCAR Xfinity Series | Résultats en NASCAR Xfinity Series | Résultats en NASCAR Xfinity Series | Résultats en NASCAR Xfinity Series | Résultats en NASCAR Xfinity Series | Résultats en NASCAR Xfinity Series | Résultats en NASCAR Xfinity Series | Résultats en NASCAR Xfinity Series | Résultats en NASCAR Xfinity Series | Résultats en NASCAR Xfinity Series | Résultats en NASCAR Xfinity Series | Résultats en NASCAR Xfinity Series | Résultats en NASCAR Xfinity Series | Résultats en NASCAR Xfinity Series | Résultats en NASCAR Xfinity Series | Résultats en NASCAR Xfinity Series | Résultats en NASCAR Xfinity Series | Résultats en NASCAR Xfinity Series | Résultats en NASCAR Xfinity Series |
| ---------------------------------- | ---------------------------------------- | ---------------------------------- | ---------------------------------- | ---------------------------------- | ---------------------------------- | ---------------------------------- | ---------------------------------- | ---------------------------------- | ---------------------------------- | ---------------------------------- | ---------------------------------- | ---------------------------------- | ---------------------------------- | ---------------------------------- | ---------------------------------- | ---------------------------------- | ---------------------------------- | ---------------------------------- | ---------------------------------- | ---------------------------------- | ---------------------------------- | ---------------------------------- | ---------------------------------- | ---------------------------------- | ---------------------------------- | ---------------------------------- | ---------------------------------- | ---------------------------------- | ---------------------------------- | ---------------------------------- | ---------------------------------- | ---------------------------------- | ---------------------------------- | ---------------------------------- | ---------------------------------- | ---------------------------------- | ---------------------------------- | ---------------------------------- |
| Année                              | Équipe                                   | No.                                | Constructeur                       | 1                                  | 2                                  | 3                                  | 4                                  | 5                                  | 6                                  | 7                                  | 8                                  | 9                                  | 10                                 | 11                                 | 12                                 | 13                                 | 14                                 | 15                                 | 16                                 | 17                                 | 18                                 | 19                                 | 20                                 | 21                                 | 22                                 | 23                                 | 24                                 | 25                                 | 26                                 | 27                                 | 28                                 | 29                                 | 30                                 | 31                                 | 32                                 | 33                                 | Clas.                              | Pts                                |
| 2014[12]                           | Joe Gibbs Racing                         | 20                                 | Toyota                             | DAY                                | PHO                                | LVS                                | BRI                                | CAL                                | TEX                                | DAR                                | RCH 19                             | TAL                                | IOW                                | CLT                                | DOV                                | MCH                                | ROA                                | KEN                                | DAY                                | NHA                                | CHI                                | IND                                | IOW                                | GLN                                | MOH                                | BRI                                | ATL                                | RCH                                |                                    |                                    |                                    |                                    |                                    |                                    |                                    |                                    | 46e                                | 54                                 |
| 2014[12]                           | RAB Racing (en)                          | 19                                 | Toyota                             |                                    |                                    |                                    |                                    |                                    |                                    |                                    |                                    |                                    |                                    |                                    |                                    |                                    |                                    |                                    |                                    |                                    |                                    |                                    |                                    |                                    |                                    |                                    |                                    |                                    | CHI 15                             | KEN                                | DOV                                | KAN                                | CLT                                | TEX                                | PHO                                | HOM                                | 46e                                | 54                                 |
| 2015[13]                           | Joe Gibbs Racing                         | 18                                 | Toyota                             | DAY 39                             | ATL 14                             | LVS 10                             | PHO 11                             | CAL 13                             | TEX 18                             | BRI 2                              | RCH 6                              | TAL 31                             | IOW 18                             | CLT 6                              | DOV 19                             | MCH 20                             | CHI 7                              | DAY 15                             | KEN 4                              | NHA 5                              | IND 3                              | IOW 6                              | GLN 15                             | MOH 11                             | BRI 5                              | ROA 24                             | DAR 3                              | RCH 12                             | CHI 6                              | KEN 22                             | DOV 10                             | CLT 4                              | KAN 9                              | TEX 6                              | PHO 4                              | HOM 6                              | 5e                                 | 1078                               |
| 2016[14]                           | Joe Gibbs Racing                         | 19                                 | Toyota                             | DAY 8                              | ATL 7                              | LVS 2                              | PHO 3                              | CAL 4                              | TEX 16                             | BRI 6                              | RCH 4                              | TAL 7                              | DOV 9                              | CLT 12                             | POC 9                              | MCH 1                              | IOW 4                              | DAY 32                             | KEN 3                              | NHA 4                              | IND 7                              | IOW 30                             | GLN 4                              | MOH 23                             | BRI 30                             | ROA 4                              | DAR 3                              | RCH 8                              | CHI 4                              | KEN 2                              | DOV 1                              | CLT 3                              | KAN 3                              | TEX 5                              | PHO 5                              | HOM 1*                             | 1er                                | 4040                               |
| 2017[15]                           | Joe Gibbs Racing                         | 18                                 | Toyota                             | DAY 34                             | ATL                                |                                    | PHO 39                             | CAL                                | TEX 12                             | BRI 3                              | RCH 21                             | TAL 9                              | CLT                                | DOV 3                              | POC 5                              | MCH                                | IOW                                | DAY 39                             | KEN                                | NHA                                | IND                                | IOW                                | GLN                                | MOH                                |                                    |                                    |                                    |                                    | CHI 19                             | KEN                                | DOV 7                              | CLT 8*                             | KAN                                | TEX                                | PHO                                | HOM                                | 94e                                | 01                                 |
| 2017[15]                           | Joe Gibbs Racing                         | 20                                 | Toyota                             |                                    |                                    | LVS 3                              |                                    |                                    |                                    |                                    |                                    |                                    |                                    |                                    |                                    |                                    |                                    |                                    |                                    |                                    |                                    |                                    |                                    |                                    | BRI 2                              | ROA                                | DAR                                | RCH                                |                                    |                                    |                                    |                                    |                                    |                                    |                                    |                                    | 94e                                | 01                                 |
| 2018[16]                           | Joe Gibbs Racing                         | 18                                 | Toyota                             | DAY 8                              | ATL                                | LVS                                | PHO                                | CAL                                | TEX                                | BRI                                | RCH                                | TAL                                | DOV                                | CLT                                | POC                                | MCH                                | IOW                                | CHI 4                              | DAY                                | KEN                                | NHA                                | IOW                                | GLN                                | MOH                                | BRI                                | ROA                                | DAR                                | IND                                | LVS                                | RCH                                | CLT                                | DOV                                | KAN                                | TEX                                | PHO                                | HOM                                | 93e                                | 01                                 |
| 2023                               | SS-Green Light Racing (en)               | 07                                 | Chevrolet                          | DAY                                | CAL                                | LVS                                | PHO                                | ATL                                | COA                                | RCH                                | MAR                                | TAL                                | DOV                                | DAR                                | CLT                                | PIR                                | SON 27                             | NSH                                | CSC                                | ATL                                | NHA                                |                                    |                                    |                                    |                                    |                                    |                                    |                                    |                                    |                                    |                                    |                                    |                                    |                                    |                                    |                                    | 89e                                | 01                                 |
| 2023                               | Kaulig Racing (en)                       | 10                                 | Chevrolet                          |                                    |                                    |                                    |                                    |                                    |                                    |                                    |                                    |                                    |                                    |                                    |                                    |                                    |                                    |                                    |                                    |                                    |                                    | POC 10                             | ROA                                | MCH                                | IRC                                | GLN                                | DAY                                | DAR                                | KAN                                | BRI                                | TEX                                | ROV                                | LVS                                | HOM                                | MAR                                | PHO                                | 89e                                | 01                                 |
| 2024                               | SS-Green Light Racing with Kaulig Racing | 14                                 | Chevrolet                          | DAY 35                             | ATL                                | LVS                                | PHO                                | COA                                | RCH                                | MAR                                | TEX                                | TAL                                | DOV                                | DAR                                | CLT                                | PIR                                | SON                                | IOW                                | NHA                                | NSH                                |                                    |                                    |                                    |                                    |                                    |                                    |                                    |                                    |                                    |                                    |                                    |                                    |                                    |                                    |                                    |                                    | 103e                               | 01                                 |
| 2024                               | DGM Racing                               | 36                                 | Chevrolet                          |                                    |                                    |                                    |                                    |                                    |                                    |                                    |                                    |                                    |                                    |                                    |                                    |                                    |                                    |                                    |                                    |                                    | CSC 27                             | POC                                | IND                                | MCH                                | DAY                                | DAR                                | ATL                                | GLN                                | BRI                                | KAN                                | TAL                                | ROV                                | LVS                                | HOM                                | MAR                                | PHO                                | 103e                               | 01                                 |

### NASCAR Truck Series
Au 3 juin 2025, il a participé à 28 courses sur 4 saisons (2014-2016, 2021) :
- Dernière saison : Voiture Chevrolet no 42 de la Niece Motorsports en 2022
- Résultat dernière saison : 107e en 2021
- Meilleur classement en fin de saison : 81e en 2016
- Première course : Fred's 250 de 2014 (à Talladega)
- Dernière course : Pinty's Truck Race on Dirt de 2021 (sur le circuit en terre de Bristol)
- Première victoire : Lucas Oil 150 de 2016 (à Phoenix)
- Dernière victoire : Idem
- Victoire(s) : 1
- Top5 : 10
- Top10 : 16
- Pole position : 1

| Légende  | Légende |
| -------- | --- |
| Gras     | Pole position décernée en fonction du temps réalisé en qualification.                                                                     |
| Italique | Pole position décernée av fonction des points au classement ou des temps aux essais.                                                      |
| *        | Plus grand nombre de tours menés. |
| 01       | Aucun point de championnat car inéligible pour le titre lors de cette saison (le pilote concourt pour le titre dans une autre catégorie). |
| DNQ      | Ne s'est pas qualifié. |
| Résultats en NASCAR Camping World Truck Series | Résultats en NASCAR Camping World Truck Series | Résultats en NASCAR Camping World Truck Series | Résultats en NASCAR Camping World Truck Series | Résultats en NASCAR Camping World Truck Series | Résultats en NASCAR Camping World Truck Series | Résultats en NASCAR Camping World Truck Series | Résultats en NASCAR Camping World Truck Series | Résultats en NASCAR Camping World Truck Series | Résultats en NASCAR Camping World Truck Series | Résultats en NASCAR Camping World Truck Series | Résultats en NASCAR Camping World Truck Series | Résultats en NASCAR Camping World Truck Series | Résultats en NASCAR Camping World Truck Series | Résultats en NASCAR Camping World Truck Series | Résultats en NASCAR Camping World Truck Series | Résultats en NASCAR Camping World Truck Series | Résultats en NASCAR Camping World Truck Series | Résultats en NASCAR Camping World Truck Series | Résultats en NASCAR Camping World Truck Series | Résultats en NASCAR Camping World Truck Series | Résultats en NASCAR Camping World Truck Series | Résultats en NASCAR Camping World Truck Series | Résultats en NASCAR Camping World Truck Series | Résultats en NASCAR Camping World Truck Series | Résultats en NASCAR Camping World Truck Series | Résultats en NASCAR Camping World Truck Series | Résultats en NASCAR Camping World Truck Series | Résultats en NASCAR Camping World Truck Series |
| ---------------------------------------------- | ---------------------------------------------- | ---------------------------------------------- | ---------------------------------------------- | ---------------------------------------------- | ---------------------------------------------- | ---------------------------------------------- | ---------------------------------------------- | ---------------------------------------------- | ---------------------------------------------- | ---------------------------------------------- | ---------------------------------------------- | ---------------------------------------------- | ---------------------------------------------- | ---------------------------------------------- | ---------------------------------------------- | ---------------------------------------------- | ---------------------------------------------- | ---------------------------------------------- | ---------------------------------------------- | ---------------------------------------------- | ---------------------------------------------- | ---------------------------------------------- | ---------------------------------------------- | ---------------------------------------------- | ---------------------------------------------- | ---------------------------------------------- | ---------------------------------------------- | ---------------------------------------------- |
| Année                                          | Équipe                                         | No.                                            | Constructeur                                   | 1                                              | 2                                              | 3                                              | 4                                              | 5                                              | 6                                              | 7                                              | 8                                              | 9                                              | 10                                             | 11                                             | 12                                             | 13                                             | 14                                             | 15                                             | 16                                             | 17                                             | 18                                             | 19                                             | 20                                             | 21                                             | 22                                             | 23                                             | Clas.                                          | Pts                                            |
| 2014[17]                                       | Win-Tron Racing (en)                           | 35                                             | Toyota                                         | DAY                                            | MAR                                            | KAN                                            | CLT                                            | DOV                                            | TEX                                            | GTW                                            | KEN                                            | IOW                                            | ELD                                            | POC                                            | MCH                                            | BRI                                            | MSP                                            | CHI                                            | NHA                                            | LVS                                            | TAL 15                                         | MAR                                            | TEX                                            | PHO                                            | HOM                                            |                                                | 98e                                            | 01                                             |
| 2015[18]                                       | Kyle Busch Motorsports (en)                    | 51                                             | Toyota                                         | DAY 9                                          | ATL 4                                          | MAR 6                                          | KAN 6                                          | CLT                                            | DOV 2                                          | TEX 2                                          | GTW                                            | IOW                                            | KEN 4                                          | ELD                                            | POC                                            | MCH                                            | BRI 30                                         | MSP                                            | CHI 4                                          | NHA                                            | LVS                                            | TAL                                            | MAR 16                                         | TEX 2                                          | PHO 4                                          | HOM 30                                         | 85e                                            | 01                                             |
| 2016[19]                                       | Kyle Busch Motorsports (en)                    | 51                                             | Toyota                                         | DAY 28                                         | ATL 31                                         | MAR 18                                         | KAN                                            | DOV 2                                          | CLT 23                                         | TEX                                            | IOW 6                                          | GTW                                            | KEN 11                                         | ELD                                            | POC                                            | BRI 29                                         | MCH                                            | MSP                                            | CHI 11                                         | NHA                                            | LVS                                            | TAL                                            | MAR 6                                          | TEX 5                                          | PHO 1                                          | HOM 6                                          | 81e                                            | 01                                             |
| 2021[20]                                       | Young's Motorsports (en)                       | 02                                             | Chevrolet                                      | DAY                                            | DAY                                            | LVS                                            | ATL                                            | BRI 17                                         | RCH                                            | KAN                                            | DAR                                            | COA                                            | CLT                                            | TEX                                            | NSH                                            | POC                                            | KNX                                            | GLN                                            | GTW                                            | DAR                                            | BRI                                            | LVS                                            | TAL                                            | MAR                                            | PHO                                            |                                                | 107e                                           | 01                                             |
| 2022[21]                                       | Niece Motorsports (en)                         | 42                                             | Chevrolet                                      | DAY                                            | LVS                                            | ATL                                            | COA                                            | MAR                                            | BRI                                            | DAR                                            | KAN                                            | TEX                                            | CLT                                            | GTW                                            | SON Rp.†                                       | KNO                                            | NSH                                            | MOH                                            | POC                                            | IRP                                            | RCH                                            | KAN                                            | BRI                                            | TAL                                            | HOM                                            | PHO                                            | -                                              | -                                              |

## K&N Pro Series East
Au 3 juin 2025, il a participé à 43 courses en 4 saisons (2011-2014) :
- Meilleur classement en fin de saison : 3e en 2013
- 1re course : South Boston 150 de 2011 (à South Boston)
- Dernière course : Drive Sober 150 de 2014 (à Dover)
- Première victoire : NAPA 150 de 2013 (à Columbus)
- Dernière victoire : UNOH Battle at the Beach de 2014 (à Daytona)
- Victoire(s) : 2
- Top5 : 12
- Top10 : 22
- Pole position : 0

| Résultats en NASCAR K&N Pro Series East | Résultats en NASCAR K&N Pro Series East | Résultats en NASCAR K&N Pro Series East | Résultats en NASCAR K&N Pro Series East | Résultats en NASCAR K&N Pro Series East | Résultats en NASCAR K&N Pro Series East | Résultats en NASCAR K&N Pro Series East | Résultats en NASCAR K&N Pro Series East | Résultats en NASCAR K&N Pro Series East | Résultats en NASCAR K&N Pro Series East | Résultats en NASCAR K&N Pro Series East | Résultats en NASCAR K&N Pro Series East | Résultats en NASCAR K&N Pro Series East | Résultats en NASCAR K&N Pro Series East | Résultats en NASCAR K&N Pro Series East | Résultats en NASCAR K&N Pro Series East | Résultats en NASCAR K&N Pro Series East | Résultats en NASCAR K&N Pro Series East | Résultats en NASCAR K&N Pro Series East | Résultats en NASCAR K&N Pro Series East | Résultats en NASCAR K&N Pro Series East | Résultats en NASCAR K&N Pro Series East |
| --------------------------------------- | --------------------------------------- | --------------------------------------- | --------------------------------------- | --------------------------------------- | --------------------------------------- | --------------------------------------- | --------------------------------------- | --------------------------------------- | --------------------------------------- | --------------------------------------- | --------------------------------------- | --------------------------------------- | --------------------------------------- | --------------------------------------- | --------------------------------------- | --------------------------------------- | --------------------------------------- | --------------------------------------- | --------------------------------------- | --------------------------------------- | --------------------------------------- |
| Année                                   | Équipe                                  | No.                                     | Constructeur                            | 1                                       | 2                                       | 3                                       | 4                                       | 5                                       | 6                                       | 7                                       | 8                                       | 9                                       | 10                                      | 11                                      | 12                                      | 13                                      | 14                                      | 15                                      | 16                                      | Clas.                                   | Pts                                     |
| 2011[22]                                | Lori Williams                           | 12                                      | Dodge                                   | GRE                                     | SBO 18                                  | RCH 20                                  | IOW 17                                  |                                         |                                         |                                         |                                         |                                         |                                         |                                         |                                         |                                         |                                         |                                         |                                         | 23e                                     | 888                                     |
| 2011[22]                                | X Team Racing                           | 16                                      | Toyota                                  |                                         |                                         |                                         |                                         | BGS                                     | JFC 14                                  | LGY                                     | NHA 7                                   | COL 5                                   | GRE                                     | NHA 8                                   | DOV                                     |                                         |                                         |                                         |                                         | 23e                                     | 888                                     |
| 2012[23]                                | X Team Racing                           | 16                                      | Toyota                                  | BRI 15                                  |                                         |                                         |                                         |                                         |                                         |                                         |                                         |                                         |                                         |                                         |                                         |                                         |                                         |                                         |                                         | 16e                                     | 259                                     |
| 2012[23]                                | X Team Racing                           | 14                                      | Toyota                                  |                                         | GRE 10                                  | RCH 29                                  | IOW 13                                  | BGS 22                                  | JFC 19                                  | LGY                                     | CNB                                     | COL 5                                   |                                         | NHA 15                                  | DOV                                     | GRE                                     | CAR                                     |                                         |                                         | 16e                                     | 259                                     |
| 2012[23]                                | X Team Racing                           | 74                                      | Toyota                                  |                                         |                                         |                                         |                                         |                                         |                                         |                                         |                                         |                                         | IOW 9                                   |                                         |                                         |                                         |                                         |                                         |                                         | 16e                                     | 259                                     |
| 2013[24]                                | Rev Racing (en)                         | 6                                       | Toyota                                  | BRI 26                                  | GRE 7                                   | FIF 13                                  | RCH 21                                  | BGS 9                                   |                                         | LGY 2                                   | COL 1*                                  |                                         | VIR 18                                  | GRE 2*                                  | NHA 2                                   | DOV 6                                   | RAL 2                                   |                                         |                                         | 3e                                      | 494                                     |
| 2013[24]                                | Rev Racing (en)                         | 69                                      | Toyota                                  |                                         |                                         |                                         |                                         |                                         | IOW 13                                  |                                         |                                         | IOW 3                                   |                                         |                                         |                                         |                                         |                                         |                                         |                                         | 3e                                      | 494                                     |
| 2014[25]                                | Rev Racing (en)                         | 6                                       | Toyota                                  | NSM 1*                                  | DAY 1*                                  | BRI 26                                  | GRE 5                                   | RCH 32                                  | IOW 7                                   | BGS 2                                   | FIF 21                                  | LGY 10                                  | NHA 31                                  | COL                                     | IOW 9                                   | GLN 19                                  | VIR                                     | GRE                                     | DOV 22                                  | 17e                                     | 397                                     |

## K&N Pro Series West
Au 3 juin 2025, il a participé à 5 courses en 4 saisons (2011-2014) :
- Meilleur classement en fin de saison : 33e en 2018
- 1re course : 3 Amigos Organic Blanco 100 de 2011 (à Phoenix)
- Dernière course : Carneros 200 de 2018 (à Sonoma)
- Victoire(s) : 0
- Top5 : 2
- Top10 : 3
- Pole position : 0

| Résultats en NASCAR K&N Pro Series West | Résultats en NASCAR K&N Pro Series West | Résultats en NASCAR K&N Pro Series West | Résultats en NASCAR K&N Pro Series West | Résultats en NASCAR K&N Pro Series West | Résultats en NASCAR K&N Pro Series West | Résultats en NASCAR K&N Pro Series West | Résultats en NASCAR K&N Pro Series West | Résultats en NASCAR K&N Pro Series West | Résultats en NASCAR K&N Pro Series West | Résultats en NASCAR K&N Pro Series West | Résultats en NASCAR K&N Pro Series West | Résultats en NASCAR K&N Pro Series West | Résultats en NASCAR K&N Pro Series West | Résultats en NASCAR K&N Pro Series West | Résultats en NASCAR K&N Pro Series West | Résultats en NASCAR K&N Pro Series West | Résultats en NASCAR K&N Pro Series West | Résultats en NASCAR K&N Pro Series West | Résultats en NASCAR K&N Pro Series West | Résultats en NASCAR K&N Pro Series West |
| --------------------------------------- | --------------------------------------- | --------------------------------------- | --------------------------------------- | --------------------------------------- | --------------------------------------- | --------------------------------------- | --------------------------------------- | --------------------------------------- | --------------------------------------- | --------------------------------------- | --------------------------------------- | --------------------------------------- | --------------------------------------- | --------------------------------------- | --------------------------------------- | --------------------------------------- | --------------------------------------- | --------------------------------------- | --------------------------------------- | --------------------------------------- |
| Année                                   | Équipe                                  | No.                                     | Constructeur                            | 1                                       | 2                                       | 3                                       | 4                                       | 5                                       | 6                                       | 7                                       | 8                                       | 9                                       | 10                                      | 11                                      | 12                                      | 13                                      | 14                                      | 15                                      | Clas.                                   | Pts                                     |
| 2011[26]                                | Lori Williams                           | 86                                      | Dodge                                   | PHO 31                                  | AAS                                     | MMP                                     | IOW                                     | LVS                                     | SON                                     | IRW                                     | EVG                                     | PIR                                     | CNS                                     | MRP                                     | SPO                                     | AAS                                     |                                         |                                         | 54e                                     | 225                                     |
| 2011[26]                                | X Team Racing                           | 76                                      | Toyota                                  |                                         |                                         |                                         |                                         |                                         |                                         |                                         |                                         |                                         |                                         |                                         |                                         |                                         | PHO 6                                   |                                         | 54e                                     | 225                                     |
| 2012[27]                                | X Team Racing                           | 76                                      | Toyota                                  | PHO 3                                   | LHC                                     | MMP                                     | S99                                     | IOW                                     | BIR                                     | LVS                                     | SON                                     | EVG                                     | CNS                                     | IOW                                     | PIR                                     | SMP                                     | AAS                                     | PHO                                     | 52e                                     | 41                                      |
| 2017[28]                                | MDM Motorsports (en)                    | 12                                      | Toyota                                  | KCR                                     | TUS                                     | IRW                                     | IRW                                     | SPO                                     | OSS                                     | CNS                                     | SON 11                                  | IOW                                     | EVG                                     | DCS                                     | MER                                     | AAS                                     | KCR                                     |                                         | 43e                                     | 33                                      |
| 2018[29]                                | DGR-Crosley (en)                        | 54                                      | Toyota                                  | KCR                                     | TUS                                     | TUS                                     | OSS                                     | CNS                                     | SON 4                                   | DCS                                     | IOW                                     | EVG                                     | GTW                                     | LVS                                     | MER                                     | AAS                                     | KCR                                     |                                         | 33e                                     | 41                                      |

### ARCA Menards Series
Au 3 juin 2025, il a participé à 5 courses sur 2 saisons (2014-2015) :
- Dernière saison : Voiture Toyota no 15 et no 55 de la Venturini Motorsports en 2015
- Résultat dernière saison : 35e en 2015
- Meilleur classement en fin de saison : 35e en 2015
- Victoire(s) : 0
- Top5 : 2
- Top10 : 3
- Pole position : 1

| Légende  | Légende |
| -------- | --- |
| Gras     | Pole position décernée en fonction du temps réalisé en qualification.                                                                     |
| Italique | Pole position décernée av fonction des points au classement ou des temps aux essais.                                                      |
| *        | Plus grand nombre de tours menés. |
| 01       | Aucun point de championnat car inéligible pour le titre lors de cette saison (le pilote concourt pour le titre dans une autre catégorie). |
| DNQ      | Ne s'est pas qualifié. |
| Résultats en ARCA Racing Series | Résultats en ARCA Racing Series | Résultats en ARCA Racing Series | Résultats en ARCA Racing Series | Résultats en ARCA Racing Series | Résultats en ARCA Racing Series | Résultats en ARCA Racing Series | Résultats en ARCA Racing Series | Résultats en ARCA Racing Series | Résultats en ARCA Racing Series | Résultats en ARCA Racing Series | Résultats en ARCA Racing Series | Résultats en ARCA Racing Series | Résultats en ARCA Racing Series | Résultats en ARCA Racing Series | Résultats en ARCA Racing Series | Résultats en ARCA Racing Series | Résultats en ARCA Racing Series | Résultats en ARCA Racing Series | Résultats en ARCA Racing Series | Résultats en ARCA Racing Series | Résultats en ARCA Racing Series | Résultats en ARCA Racing Series | Résultats en ARCA Racing Series | Résultats en ARCA Racing Series | Résultats en ARCA Racing Series |
| ------------------------------- | ------------------------------- | ------------------------------- | ------------------------------- | ------------------------------- | ------------------------------- | ------------------------------- | ------------------------------- | ------------------------------- | ------------------------------- | ------------------------------- | ------------------------------- | ------------------------------- | ------------------------------- | ------------------------------- | ------------------------------- | ------------------------------- | ------------------------------- | ------------------------------- | ------------------------------- | ------------------------------- | ------------------------------- | ------------------------------- | ------------------------------- | ------------------------------- | ------------------------------- |
| Année                           | Équipe                          | No.                             | Constructeur                    | 1                               | 2                               | 3                               | 4                               | 5                               | 6                               | 7                               | 8                               | 9                               | 10                              | 11                              | 12                              | 13                              | 14                              | 15                              | 16                              | 17                              | 18                              | 19                              | 20                              | Clas.                           | Pts                             |
| 2014[30]                        | Venturini Motorsports (en)      | 66                              | Toyota                          | DAY                             | MOB                             | SLM                             | TAL                             | TOL                             | NJE                             | POC                             | MCH                             | ELK                             | WIN                             | CHI                             | IRP                             | POC                             | BLN                             | ISF                             | MAD                             | DSF                             | SLM                             | KEN 5                           | KAN                             | 74e                             | 220                             |
| 2015[31]                        | Venturini Motorsports (en)      | 15                              | Toyota                          | DAY 2                           | MOB                             | NSH                             | SLM                             | TAL                             | TOL                             | NJE                             | POC                             | MCH                             | CHI 22                          | WIN                             | IOW                             | IRP                             | POC                             | BLN                             | ISF                             | DSF                             | SLM                             | KEN 6*                          |                                 | 35e                             | 690                             |
| 2015[31]                        | Venturini Motorsports (en)      | 55                              | Toyota                          |                                 |                                 |                                 |                                 |                                 |                                 |                                 |                                 |                                 |                                 |                                 |                                 |                                 |                                 |                                 |                                 |                                 |                                 |                                 | KAN 20                          | 35e                             | 690                             |